# Tubajon, Quần đảo Dinagat

Bản đồ của Quần đảo Dinagat với vị trí của Tubajon

Tubajon là một đô thị hạng 5 ở tỉnh Quần đảo Dinagat, Philippines. Theo điều tra dân số năm 2000, đô thị này có dân số 6.800 người trong 1.391 hộ.

## Các đơn vị hành chính
Tubajon được chia thành 9 barangay.
- Diaz (Romualdez)
- Imelda
- Mabini
- Malinao
- Navarro
- Roxas
- San Roque
- San Vicente(Pob)
- Santa Cruz